# Пескарешти (Олт)
Пескарешти (рум. Pescărești) насеље је у Румунији у округу Олт у општини Вулпени. Oпштина се налази на надморској висини од 162 m.

## Становништво
Према подацима из 2002. године у насељу је живело 459 становника, од којих су сви румунске националности.